# ليرز
 ليرز ، (بالإنجليزية: Leers)‏، هي بلدية فرنسية تقع في إقليم نورد، في شمال فرنسا.

## توأمة
لليرز اتفاقيات توأمة مع كل من:
- يوشن [الإنجليزية]‏
- Estaimpuis [الإنجليزية]‏
- كوكيوليس